# Nowy cmentarz żydowski w Sejnach
Nowy cmentarz żydowski w Sejnach – został założony w 1830 roku i zajmuje powierzchnię 1,4 ha na której zachowało się około piętnastu nagrobków z napisami w języku hebrajskim. Cmentarz znajduje się przy ul. 1 Maja.

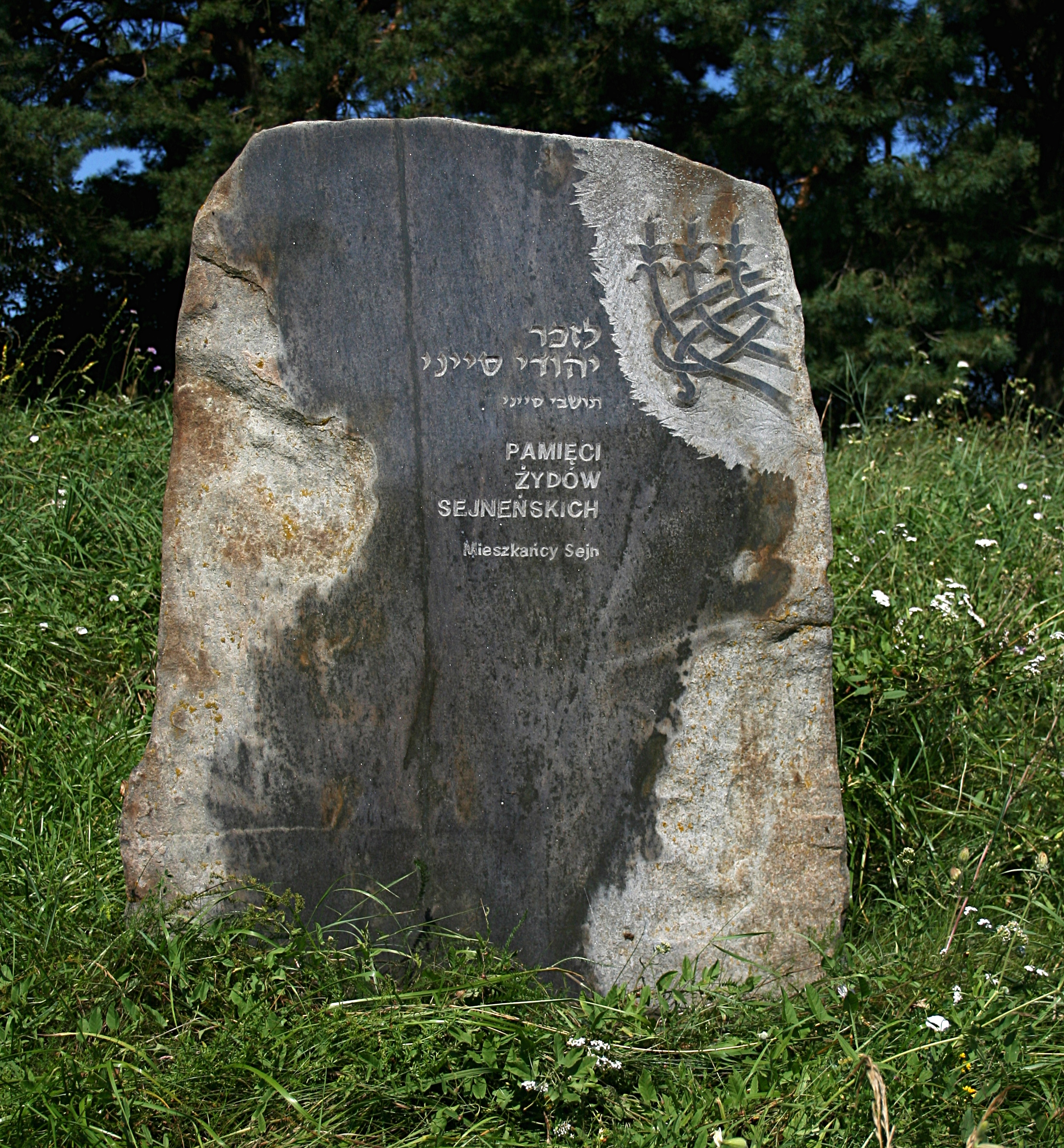
Stylizowana stella nagrobną z napisem w języku polskim i hebrajskim: "Pamięci Żydów Sejneńskich. Mieszkańcy Sejn"

W 2002 roku na cmentarzu odsłonięto pomnik poświęcony pamięci ofiar Holocaustu.